# The Rainmaker (The Flower Kings)
The Rainmaker è il sesto album discografico in studio del gruppo musicale progressive rock svedese dei The Flower Kings, pubblicato nel 2001.

## Tracce
Testi e musiche di Roine Stolt.
1. Last Minute On Earth – 11:40
2. World Without A Heart – 4:29
3. Road To Sanctuary – 13:50
4. The Rainmaker – 6:02
5. City Of Angels – 12:04
6. Elaine – 4:55
7. Thru The Walls – 4:31
8. Sword Of God – 6:00
9. Blessing Of A Smile – 3:12
10. Red Alert – 1:10
11. Serious Dreamers – 8:59

## Formazione
- Roine Stolt - voce, chitarre, tastiere
- Tomas Bodin - tastiere
- Hasse Fröberg - voce
- Jonas Reingold - basso
- Jaime Salazar - batteria
- Hans Bruniusson - percussioni
- Ulf Wallander - sax soprano